# Asarkina
Asarkina är ett släkte av tvåvingar. Asarkina ingår i familjen blomflugor.

## Bildgalleri

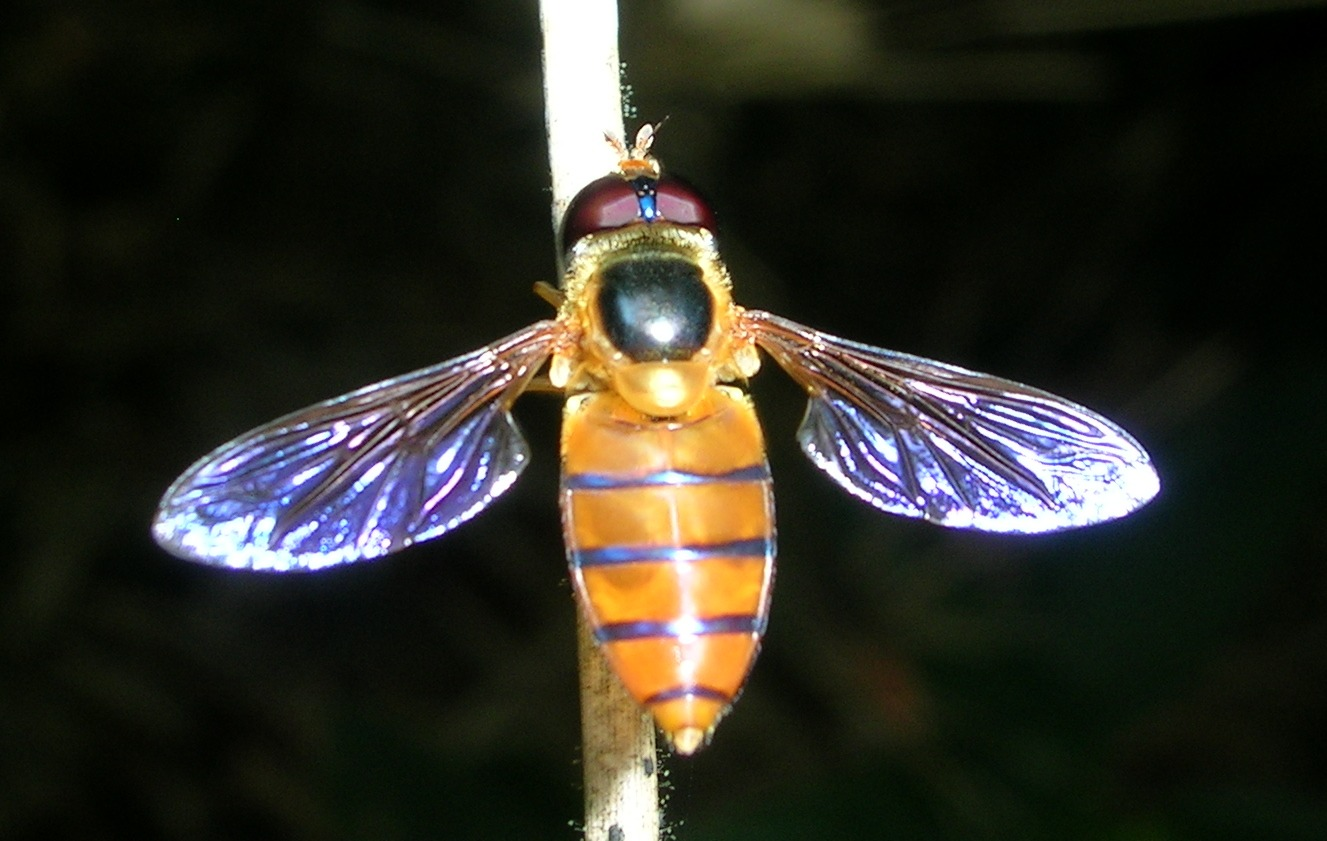
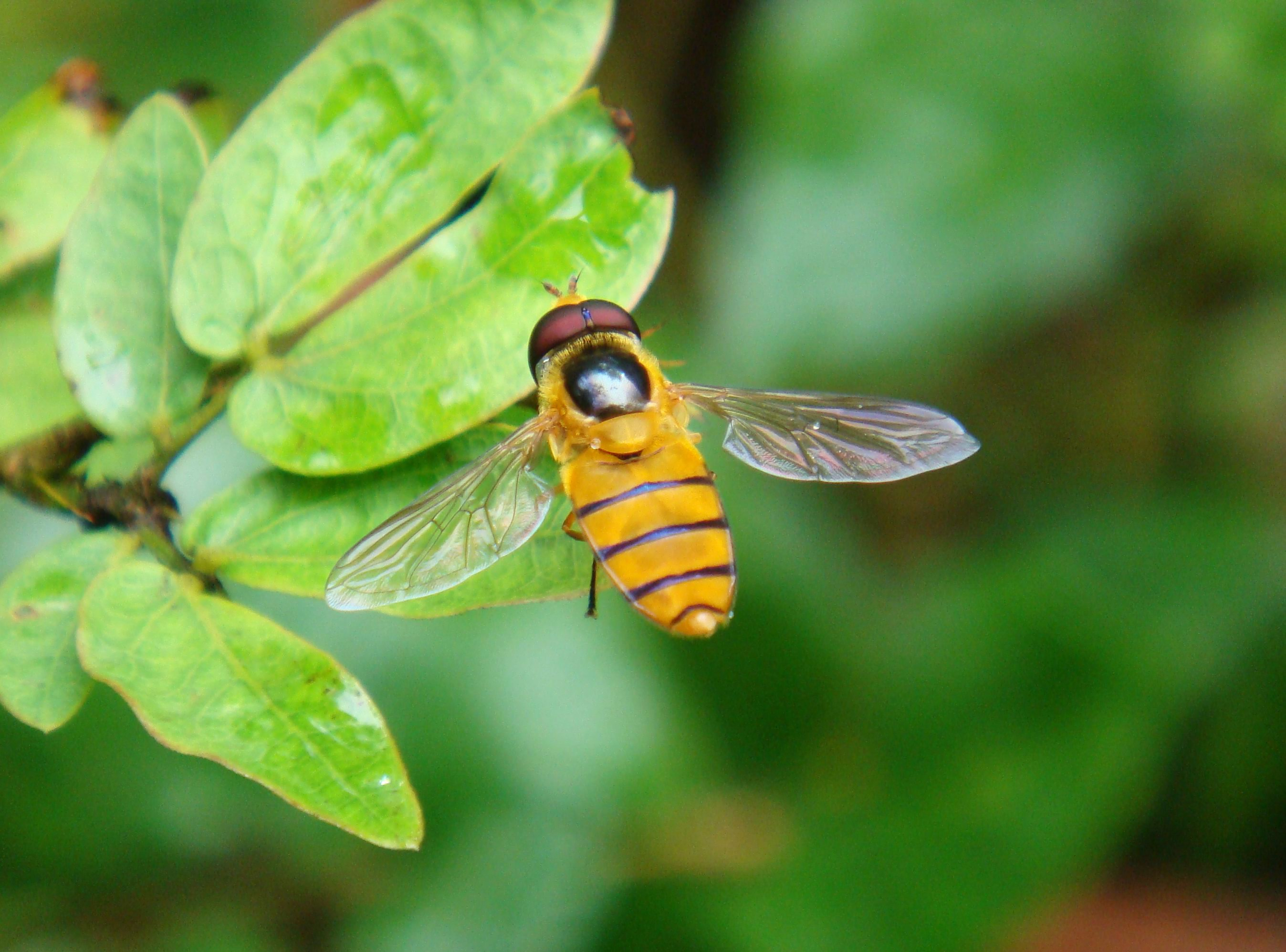

## Dottertaxa tillAsarkina, i alfabetisk ordning[1]
- Asarkina africana
- Asarkina albifacies
- Asarkina amoena
- Asarkina angustata
- Asarkina angustofasciata
- Asarkina assimilis
- Asarkina ayyari
- Asarkina belli
- Asarkina bhima
- Asarkina bigoti
- Asarkina biroi
- Asarkina clara
- Asarkina consequens
- Asarkina eremophila
- Asarkina ericetorum
- Asarkina eurytaeniata
- Asarkina fiorii
- Asarkina fulva
- Asarkina fumipennis
- Asarkina gemmata
- Asarkina grapta
- Asarkina hema
- Asarkina hirsuticeps
- Asarkina hulleyi
- Asarkina incompleta
- Asarkina laticornis
- Asarkina liberia
- Asarkina longirostris
- Asarkina macropyga
- Asarkina madecassa
- Asarkina medjensis
- Asarkina minor
- Asarkina morokaensis
- Asarkina nigripes
- Asarkina nigrolata
- Asarkina oceanica
- Asarkina orientalis
- Asarkina papuana
- Asarkina permixta
- Asarkina pitamara
- Asarkina porcina
- Asarkina punctifrons
- Asarkina ribbei
- Asarkina rostrata
- Asarkina rufofasciata
- Asarkina salviae
- Asarkina silvicola
- Asarkina tenebricosa